# Мерешешть (Васлуй)
Мерешешть, Мерешешті (рум. Mărășești) — село у повіті Васлуй в Румунії. Входить до складу комуни Войнешть.
Село розташоване на відстані 253 км на північний схід від Бухареста, 27 км на південний захід від Васлуя, 71 км на південь від Ясс, 131 км на північ від Галаца.

## Населення
За даними перепису населення 2002 року у селі проживала 251 особа, усі — румуни. Усі жителі села рідною мовою назвали румунську.